# Leukogranit

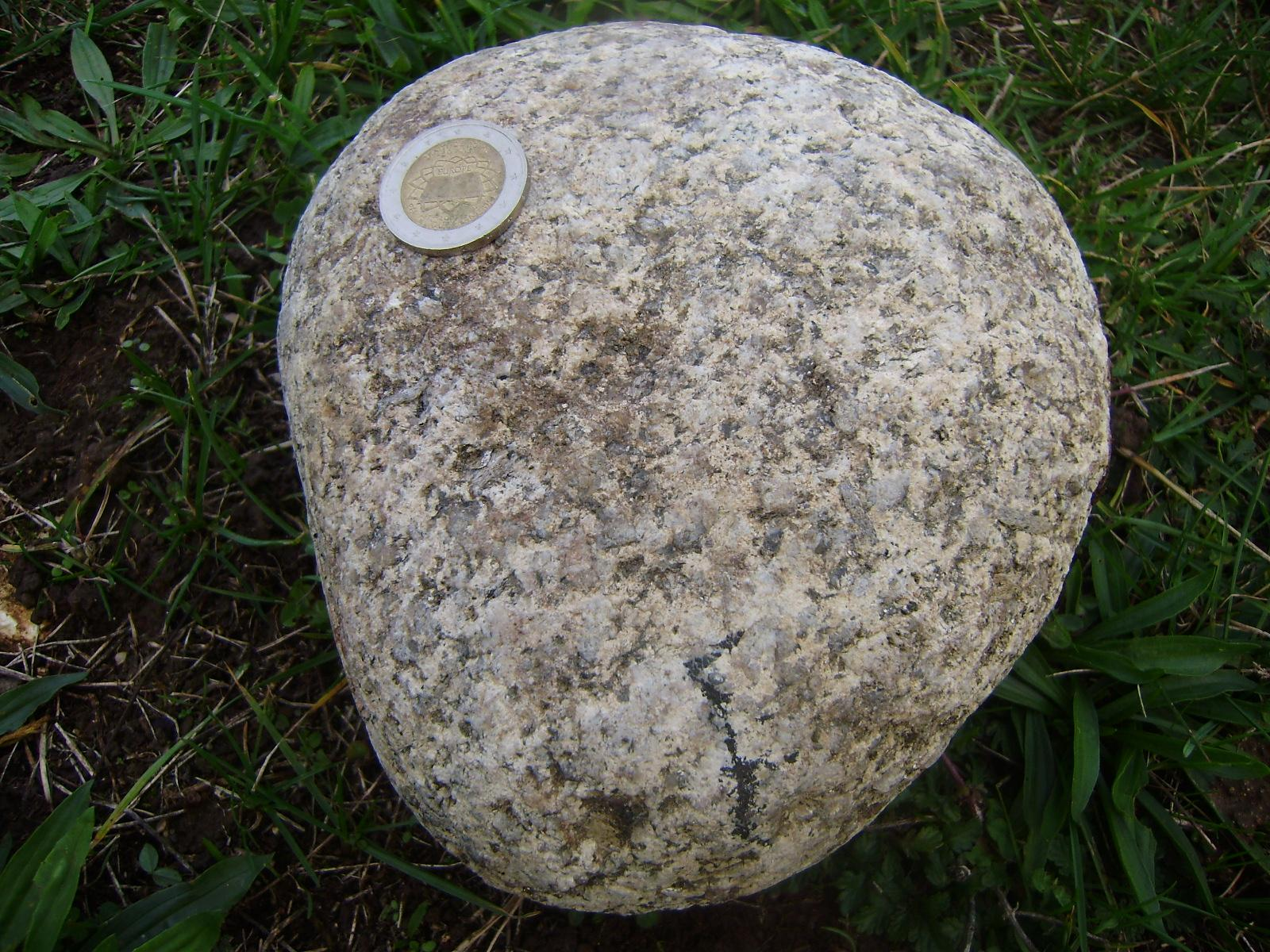
Leukogranit

Leukogranit – biały, leukokratyczny granit bezłyszczkowy, najczęściej wtórnie zleukokratyzowany – pozbawiony składników ciemnych.
Skała zbudowana z kwarcu, kwaśnego plagioklazu i mikroklinu pertytowego o strukturze kierunkowej. Odmiana granitu, który powstał w wyniku potaklastycznej autometamorfozy różnych odmian granitu, zasobnych w tlenki sodu Na2O i tlenki potasu K2O. Niekiedy występuje w nim jasny łyszczyk – muskowit, czasami granat.
W Polsce występujące w różnych rejonach Dolnego Śląska, między innymi koło Sobótki oraz w Górach Izerskich, w Kopańcu.

## Zastosowanie
W przemyśle ceramicznym do produkcji porcelany technicznej i fajansu.